# Capitaine tzigane
Pour plus de détails, voir Fiche technique et Distribution.
Capitaine tzigane (Gypsy Melody) est un film britannique en noir et blanc réalisé par Edmond T. Gréville, sorti en 1936.
Il s'agit du remake du film français de 1935, Juanita.

## Synopsis
Un officier de la garde d'un petit pays européen est emprisonné. Il parvient à s'échapper en compagnie d'une modiste idiote et ils se réfugient brièvement chez des gitans, où le capitaine tombe amoureux d'une jeune femme. Ayant été découvert par un promoteur américain alors qu'il se produisait avec un orchestre gitan dans une taverne, le trio l'accompagne à Londres et est présenté comme la dernière nouvelle sensation musicale. Ils entament une tournée européenne lorsque leur avion est contraint d'atterrir, à cause du mauvais temps, dans leur patrie...

## Fiche technique
- Titre original : Gypsy Melody
- Titre français : Capitaine tzigane
- Réalisation : Edmond T. Gréville
- Scénario : Alfred Rode, Dan Weldon et Irving LeRoy
- Photographie : Claude Friese-Greene
- Société de distribution : Wardour Films
- Pays d'origine :  Royaume-Uni
- Format : noir et blanc - 1,37:1 - son : Mono
- Durée : 77 min
- Genre : Comédie musicale
- Dates de sortie :
  -  Royaume-Uni : 27 juillet 1936
  -  France : 25 juin 1937

## Distribution
- Lupe Vélez (VF : Fernande Saala) : Mila
- Alfred Rode (VF : René Fleur) : Capitaine Eric Danilo
- Jerry Verno : Madame Beatrice
- Raymond Lovell : Chambellan de cour
- Margaret Yarde : Grande Duchesse
- Fred Duprez : Herbert P. Melon